# Misterix (revista)
La revista Misterix fue una revista de historietas publicada entre 1948 y 1965 en la Argentina por la editorial abril y luego editorial Yago, con 859 números. Formó parte de la edad de oro de la historieta argentina. 

## Trayectoria editorial
Editorial Abril quería aprovechar con esta revista el éxito de la serie italiana del mismo nombre, que había dado a conocer en Salgari a partir de 1947.
Contuvo además muchas otras historietas:
| Números | Fecha                 | Título               | Guionista         | Dibujante         |
| ------- | --------------------- | -------------------- | ----------------- | ----------------- |
| 1-855   | 03/09/1948-23/04/1965 | Misterix             | VV. AA.           | VV. AA.           |
|         | 1951-1952             | El Cacique Blanco    | Alberto Ongaro    | Hugo Pratt        |
| 176-    | 01/02/1952            | Bull Rocket          | H. G. Oesterheld  | Paul Campani      |
|         | 1952                  | Cedar Kane           | Alberto Ongaro    | Dino Battaglia    |
| 225-    | 1953                  | Sargento Kirk        | H. G. Oesterheld  | Hugo Pratt        |
|         | 1953                  | Fuerte Argentino     | Julio Almada      | Walter Ciocca     |
| 270-451 | 30/11/1953-05/07/1957 | Pat Brando           | Mario Faustinelli | Mario Faustinelli |
|         | 1955-56               | Drake, el aventurero | Alberto Ongaro    | Carlos Freixas    |
|         | 1957-58               | El Implacable        | Alberto Ongaro    | Carlos Vogt       |
|         | 1961-                 | Capitán Caribe       | H. G. Oesterheld  | Dino Battaglia    |

Desde 1962, fue editada por Editorial Yago:
| Números | Fecha                 | Título            | Guionista         | Dibujante         |
| ------- | --------------------- | ----------------- | ----------------- | ----------------- |
|         | 1962                  | Capitán Cormorant | Hugo Pratt        | Hugo Pratt        |
|         |                       | El Quebrado       | Carlos Vogt       | Carlos Vogt       |
|         | 1962                  | Wheeling          | Hugo Pratt        | Hugo Pratt        |
| 718-798 | 17/08/1962-28/02/1964 | Mort Cinder       | H. G. Oesterheld  | Alberto Breccia   |
|         | 1963                  | El Embajador      | Leopoldo Durañona | Leopoldo Durañona |
|         |                       | Precinto 56       | Ray Collins       | José Muñoz        |